# Mermessus obscurus
Mermessus obscurus là một loài nhện trong họ Linyphiidae.
Loài này thuộc chi Mermessus. Mermessus obscurus được Alfred Frank Millidge miêu tả năm 1991.